# Crnogorska narodna vojska 1879. – 1912.
Nakon vojnih uspjeha u ratovima 1876. – 1878. tijekom kojih je Kneževina Crna Gora uvećana za veliki teritorij, od rijeke Tare na sjeveru do Jadranskoga mora na jugu (oslobođeni gradovi ili varoši Podgorica, Nikšić, Kolašin, Andrijevica, Bar i Ulcinj), godine 1880. pristupilo se reorganiziranju Crnogorske vojske. Svaka je kapetanija oformila svoj pričuvni bataljun, a bilo ih je 42 ukupno. Od 1881. obnovljene su redovite vojne vježbe.

## Službeni naziv
U članku 7 Zakona o Vojsci u Knjaževini Crnoj Gori iz 1910. navodi se službeni naziv: Crnogorska narodna vojska.

## Zapovijedanje
Vrhovni je zapovjednik Crnogorske vojske bio monarh, knez/kralj Nikola I. Petrović.
Za operativno zapovijedanje, organiziranje i financijsku potporu Crnogorske vojske bilo je zaduženo Ministarstvo vojno (Ministarstvo obrane), resor Vlade (orig. Ministarski savjet) Kneževine/Kraljevine Crne Gore (vidi: Ministarski savjet Crne Gore). 
Generalštab (Glavni stožer) Crnogorske vojske bio je dio Ministarstva vojnog.

## Časnička i dočasnička naobrazba
Godine 1882. upućeno je prvih 14 Crnogoraca na časničke škole, poglavito u Italiju i Rusiju. Do 1886. časničku je naobrazbu završilo njih 10 i to su bili prvi školovani časnici u slavnoj crnogorskoj ratničkoj historiji. Od toga su razdoblja ovi crnogorski časnici držali tečajeve u Podgorici, Nikšiću i Cetinju.
Rujna 1895. u Podgorici je otvorena prva stalna pješačka dočasnička škola, a prvi su dočasnici nosili čin desečar. Koncem 1896. na Cetinju je počela s radom topnička časnička škola - prva crnogorska časnička škola. Rujna 1896. regrutirana je prva, stalna, djelatna postrojba Crnogorske vojske.

## Formacija
1906. Crnogorska je vojska dobila prve sistematizirane propise, a Zakon o ustrojstvu vojske usvojen je 1910. godine. Ustrojeni su pješaštvo i topništvo, potom dva specijalizirana roda (izvidnički i pionirski), te pomoćni rodovi (bolničari, osoblje vojnih radiona, vojno-sudsko osoblje, žandarmerija i skrbnici). 
1913. je Crnogorska žandarmerija bila posebna vojno-policijska postrojba. 
Od osnivanja 1869. unutarnji crnogorski (najprije brzojavni) telekomunikacijski sustav, vitalan za protok vojno-obrambenih informacija, bio je u nadležnosti Ministarstva vojnog (vidi: Crnogorski brzojav).
Teritorij crnogorske kraljevine bio je do 1912. podijeljen na četiri divizijske oblasti: 
- 1. Cetinjsku diviz. oblast.
- 2. Podgoričku diviz. oblast
- 3. Nikšićku diviz. oblast
- 4. Kolašinsku) diviz.oblast.[1]

Poslije ratova 1912. – 1913. ustrojene su dodatne dvije divizije oblasti:
- 5. Pljevljska diviz.oblast.
- 6. Pećka diviz.oblast.

Do 1912. je Crnogorska vojska je imala 11 brigadnih oblasti, 52 bataljunska okruga te 322 četna područja. Divizije su bile sastavljene od 2-3 pješačke brigade. 
Svako je divizijsko zapovjedništvo raspolagalo s po tri topničke baterije. Uoči Prvog balkanskog rata Kraljevina Crna Gora postrojila je 55.000 vojnika.

### Vojna obaveza
Svi Crnogorci između 18 i 62 godine bili su vojni obveznici. Novačenje se obavljalo tri puta godišnje, a novaci su u doba mira morali imati najmanje 25 godina.

## Činovi
Crnogorski su časnički činovi bili: 
- potporučnik
- poručnik
- kapetan (hrvatski: satnik)
- komandir (hrvatski: bojnik)
- brigadir
- divizijar (divizijski general), od 1910.

Počasnog su karaktera bile stare crnogorske zapovjedne titule:
- serdar
- vojvoda.

Crnogorski dočasnički su činovi bili: 
- desečar
- donarednik
- narednik.

## Naoružanje
Odmah nakon 1878. crnogorska je država kupila 20.000 pušaka model Werndl 1867, a 1880. 6 teških i 18 brdskih topova (nakon 1880. je Nikola I. Petrović uveo u naoružanje Crnogorske vojske i habsburške puške Werndl 1867/73).
30.000 pušaka modela Berdan nabavljeno je 1895., a 1898. je dobavljeno još 30.000 prvoklasnih ruskih pušaka Mosin-Nagant, petometki, kalibra 7,62 mm, koje su Crnogorci rado koristili i nazvali ih "moskovkama".
Crnogorska je vojska imala oko 120 topova, no uporaba crnogorskog topništva bila je ograničena prevelikim brojem oruđa različitih kalibara, što je otežavalo njihovo održavanje i nabavu projektila.